# پائولا پارتو
پائولا پارِتو (اسپانیایی: Paula Pareto‎؛ زادهٔ ۱۶ ژانویهٔ ۱۹۸۶) یک جودوکار اهل آرژانتین است.
او در ماده منهای ۴۸ کیلوگرم جودوی زنان المپیک ۲۰۱۶ ریو، قهرمان شد.